# Christian Larsen (Mediziner)
Christian Larsen (* 1956 in Basel) ist ein Schweizer Facharzt für Allgemeinmedizin. In jungen Jahren betrieb er ganzheitliche ethnomedizinische Feldforschung mit Einflüssen u. a. aus Japan (Aikido und Seitai), China (TCM), Indien (Hatha Yoga) und Tibet (Amchi Medizin). Später erforschte er funktionelle Anatomie und Biomechanik. Seit 1995 ist er im Bereich nicht-operative Orthopädie und funktionelle Medizin tätig.

## Leben
Christian Larsen studierte Humanmedizin an der Universität Basel und promovierte 1985 während eines Studienaufenthaltes in China. Während der Jahre 1980 bis 1990 entwickelte er zusammen mit der Physiotherapeutin Yolande Deswarte Blaize aus Paris das Therapiekonzept Spiraldynamik. Seit 2000 arbeitet Larsen im Med Center an der Privatklinik Bethanien in Zürich.
2018 wurde Christian Larsen zum Wirtschaftssenator h. c. des Bundesverbands mittelständische Wirtschaft berufen und ist seit 2019 Vorstandsmitglied der Gesundheitskommission.

## Preise und Auszeichnungen
- 2002: SNE Förderpreis Stiftung für Naturheilkunde und Erfahrungsmedizin
- 2008: Züricher Preis für Gesundheitsförderung im eigenen Betrieb
- 2011: Swiss Quality Award Qualifikation als „eine der besten eingereichten Qualitätsinnovationen“
- 2017: Best Edition Frankfurter Buchmesse für das Buch Einfach singen

## Publikationen (Auswahl)

### Fachbeiträge
- Marianne Siegenthaler: Den richtigen Dreh finden. In: Schweizer Familie Medizin Gesundheit 10/2004 61-63 (PDF; 1,1 MB)
- Veronica Bonilla Gurzeler: Gesunde Bewegung ist lernbar. In: Gesundheit Sprechstunde 26/2004 (PDF; 1 MB)
- Verena Thurner: So kommt der Körper wieder ins Lot. In: Schweizer Illustrierte, Checkup 01/2012 61-63 (PDF; 1 MB)
- Joseph Bruckmoser: Wie Yoga-Haltungen in der Tiefe des Körpers wirken. In: Salzburger Nachrichten vom 30. April 2015 (PDF; 1 MB)
- Jo Groebel: Ich bin Arzt und Abenteurer... In: Bundeswirtschaftssenat im Dialog; April 2017 (PDF; 1 MB)